# Kanton Grigny
Kanton Grigny is een voormalig kanton van het Franse departement Essonne. Kanton Grigny maakte deel uit van het arrondissement Évry en telde 24.512 inwoners (1999). Het werd opgeheven bij decreet van 24 februari 2014, met uitwerking op 22 maart 2015.

## Gemeenten
Het kanton Grigny omvatte de volgende gemeente:
- Grigny